# Cebrio aterrimus
Cebrio aterrimus là một loài bọ cánh cứng trong họ Cebrionidae. Loài này được Chevrolat mô tả khoa học lần đầu tiên vào năm 1874.